# Argyresthia plicipunctella
Argyresthia plicipunctella is een vlinder uit de familie van de pedaalmotten (Argyresthiidae). De wetenschappelijke naam van de soort werd in 1890 gepubliceerd door Thomas de Grey Walsingham.